# 埃利·德卡兹
埃利·德卡兹，德卡兹公爵和格吕克斯贝格公爵（Élie Decazes, 1st Duke Decazes and Duke of Glücksbierg，1788年—1860年10月24日）法國政治家。1821年之前称德卡兹伯爵。
埃利·德卡兹出生在法国阿基坦地区吉伦特省圣马丹德莱埃，他学习法律，1806年成为塞纳河省法庭的一名法官，1807年隶属路易·波拿巴内阁，1811年任巴黎上诉法庭律师。他宣布自己是一个保皇党。1815年7月9日路易十八国王为奖励他任命他为巴黎警察長官。作为警察大臣，他曾镇压极端保皇党挑起的暴动(白色恐怖)，黎塞留公爵辞职后，德卡兹兼内政部。内阁中路易男爵是财政大臣，古维翁-圣西尔侯爵元帅是战争大臣，是完全自由派;其行为首先是为了打压警察部。德卡兹感到無法在兩者間協調。他在出版業務上通过法律，壓制新闻检查的法律制度，增加人民的言論空間，並且藉由財政重组、保障產業和實施重大公共工程，使法国重建了经济繁荣，该部門因此得到公眾的肯定與喜愛。但是法國日漸增長的自由主義傾向，卻受到歐洲協調的主導者——梅特涅的敵視，強權勢力開始向法王路易十八施壓，要求法國採行保守主義的政策。恰恰是外國的干涉與威脅，才是路易十八在晚年改採減少選舉權等保守措施的主因，而不是極端保王派施壓的結果。
1819年11月德卡兹作为委员会主席成为新内阁的首脑。1820年1月在西班牙革命消息传来，事情变得更糟，2月13日貝里公爵夏爾-斐迪南被杀害，舆论大声指责他是犯罪共犯。德卡兹预见风暴来临，立刻向国王請辭。路易十八起初拒绝他的辭職，並感嘆說"他们会危害你的制度、我親愛的兒子，最後包括我自己"，但是最后國王被迫屈從自己家人（極端保王派）的要求，批准德卡茲的辭職（2月17日）；但同時晋升德卡兹为公爵，任命他为驻英国大使，使他可以體面地到國外暫避風頭。
這件事結束了他的政治生命，即使他在1821年12月回到法國，仍因為自由主義的理念而無法再回政壇。他在1848年後退休，1860年過世。
因煤礦開採而興起的法国城市德卡兹维尔即以其命名，意為「德卡茲之城」。
| 前任： 德索勒侯爵 | 法國首相 1819年-1820年   | 繼任： 黎塞留公爵              |
| 前任： -          | 德卡兹公爵 1822年-1860年 | 繼任： 路易-夏尔-埃利-阿玛尼昂 |